# Энь (язык)
Энь (вьет. Nùng Vên) — язык кадайской группы.
Имеется только одна деревня, в которой живут энь, — дер. Катьенг (Cả Tiểng) общины Нойтхон (Nội Thôn) уезда Хакуанг (Hà Quảng) (пров. Каобанг, Вьетнам).